# Polites mardon
Polites mardon là một loài bướm thuộc họ Bướm nhảy. Nò là loài bản địa từ bờ biển phía tây bắc Hoa Kỳ. Đây là một bướm kích thước nhỏ (<1 inch). Môi trường sống của nó kéo dài từ bờ biển phía tây bắc của Washington, qua miền nam Oregon và phía bắc California. Tại Washington, loài này có thể được tìm thấy trong các thảo nguyên Puget và Cascades Nam.
Loài bướm này có nguồn gốc ở phía tây bắc, được phổ biến nhất được tìm thấy trên những thảo nguyên dân cư của cỏ tự nhiên như cây roi nhỏ Roemer (Festuca roemeri) và cỏ roi nhỏ đỏ̉ (Festuca rubra). Một số thực vật bản địa cung cấp các mật hoa cho loài bướm này bao gồm Viola adunca, Lupinus lepidus, cũng như Sisyrinchum idahoense, penstemon (penstemon spp.) và Vicia spp.